# فیلم فانتزی
فیلم‌های فانتزی (به انگلیسی: Fantasy Films) یا خیال‌پردازی از دیرباز تاکنون به‌عنوان یکی از محبوب‌ترین و جذاب‌ترین گونه‌های سینمایی مورد توجه مخاطبان سراسر جهان قرار گرفته‌اند. این گونه با بهره‌گیری از عناصر خیال‌انگیز، موجودات اسرارآمیز، جهان‌های موازی، جادو و افسانه‌‌ها، بیننده را به دنیایی فراتر از واقعیت‌های روزمره می‌برد. فیلم خیال‌پردازی نه‌تنها به‌عنوان سرگرمی، بلکه به‌عنوان رسانه‌ای برای بیان مفاهیم عمیق فلسفی، اخلاقی و اجتماعی نیز عمل می‌کند. از داستان‌های کهن اساطیری تا روایت‌های جدید خیال‌پردازانه، این گونه همواره در حال تکامل بوده و با ترکیب جلوه‌های ویژه پیشرفته و روایت‌های پیچیده، تجربه سینمایی منحصربه‌فردی خلق می‌کند.  
ریشه‌های فیلم خیال‌پردازی را می‌توان در ادبیات کهن و قصه‌های عامیانه جستجو کرد. از افسانه‌های برادران گریم تا شاهکارهای جِی. آر. آر. تالکین، این داستان‌ها الهام‌بخش فیلم‌سازان برای خلق جهان‌های بصری خیره‌کننده بوده‌اند. فیلم‌های خیال‌پردازی اغلب مرز بین واقعیت و خیال را محو می‌کنند و به بیننده اجازه می‌دهند تا برای ساعاتی در جهانی پر از شگفتی غرق شود. این گونه گاه با گونه‌های دیگر مانند علمی‌تخیلی، ترسناک یا پُرحادثه ترکیب می‌شود تا آثاری نو و هیجان‌انگیز خلق کند.  
یکی از ویژگی‌های بارز فیلم خیال‌پردازی، توانایی آن در انتقال مفاهیم از طریق استعاره و نمادگرایی است. بسیاری از این فیلم‌ها به مسائلی مانند نبرد خیر و شر، رشد شخصیتی، عشق و فداکاری می‌پردازند و مخاطب را به تفکر وامیدارند. همچنین، فیلم خیال‌پردازی با خلق شخصیت‌های به‌یادماندنی و ماجراهای حماسی، تأثیری ماندگار بر فرهنگ عامه گذاشته است. از شخصیت‌هایی مانند «هَری پاتِر» تا قهرمانان ارباب حلقه‌ها، این گونه توانسته است میلیون‌ها نفر را در سراسر جهان تحت تأثیر قرار دهد.

«فرودو» مُرَدَد است که حلقه را در مواد مذاب بیندازد و آنرا نابود کند یا نه، او بین نجات دنیا از پلیدی و حاکمیت ابدی شر مانده؛ فیلم ارباب حلقه‌ها: بازگشت پادشاه، محصول سال ۲۰۰۳ / ۱۳۸۱–۸۲

در دنیای امروز، فیلم خیال‌پردازی همچنان به گسترش مرزهای خود ادامه می‌دهد و با نوآوری‌های فناورانه و روایی، مخاطبان جدیدی را جذب می‌کند. چه از طریق اقتباس از رمان‌های پرفروش و چه با خلق داستان‌های اصیل، این گونه ثابت کرده است که ظرفیت بی‌پایانی برای جادو کردن سینما دارد.